# John Ward (militaire)
Pour les articles homonymes, voir John Ward et Ward.
John Ward (1847 ou 1848 – 24 mars 1911) était un Séminole noir qui servit comme éclaireur dans l'armée des États-unis et reçu la plus haute distinction américaine (la Médaille d'Honneur) pour ses actions au cours des Guerres Indiennes dans l'ouest des États-unis.
Après avoir vécu au Mexique pendant les deux dernières décennies, Ward s'engagea dans l'armée américaine à Fort Duncan, Texas, en août 1870. Il rejoint alors les autres Séminoles noirs dans l'unité des éclaireurs séminoles noirs. Le 25 avril 1875, alors qu'il était sergent rattaché au 24e Régiment d'Infanterie, il participa, avec 3 autres scouts à une charge contre 25 ennemis, près de la Rivière Pecos au Texas. A cette occasion, il sauva la vie de son chef, le lieutenant John L. Bullis. Un mois plus tard, le 28 mai 1875, Ward fut décoré de la Médaille d'Honneur pour son action au cours de l'engagement. Deux de ses camarades, qui prirent part à la charge, Pompey Factor et Isaac Payne, faisant partie de la même unité, furent aussi décorés à cette occasion.
Ward fut démobilisé en octobre 1894, et travailla comme agriculteur le reste de sa vie. Il est mort à l'âge de 62 ou 63 ans, et fut enterré au cimetière des scouts séminoles à Brackettville, Texas.

## Médaille d'Honneur
- Rang et unité : Sergent, 24e d'Infanterie, éclaireur indien
- Lieu et date : à Rivière Pecos, Texas, le 25 avril 1875. Entré en service à Fort Duncan, Texas
- Naissance : Arkansas.
- Date d'attribution : 28 mai 1875.

Citation. « Avec 3 autres hommes, a participé à une charge contre 25 ennemis au cours d'une patrouille de reconnaissance. »